# Justin Smith
Justin Smith (París, 4 de febrero de 2003) es un futbolista con doble nacionalidad, francesa y canadiense, que juega en la posición de centrocampista para el Real Sporting de Gijón de la Segunda División de España.

## Trayectoria
Nacido en Francia de padres canadienses, comenzó a jugar al fútbol en el Voisins FC, hasta que siendo sub-14 se incorporó al fútbol base del Paris Saint-Germain Football Club, en el que permaneció tres años, pasando a continuación a la cantera del Olympique Gymnaste Club de Niza. Debutó en el Olympique Gymnaste Club de Niza II, de la Championnat National 3, en la temporada 2021-22. En 2022 fue cedido al Union sportive Quevilly-Rouen Métropole de Ligue 2. En 2023 fue cedido nuevamente, esta vez al Union Sportive Avranches, y en 2024 fue trasferido al Real Club Deportivo Espanyol "B", debutando con el primer equipo el 3 de noviembre ante el Fútbol Club Barcelona. En 205 renovó su contrato con el Español hasta 2027 y fue cedido al Real Sporting de Gijón.

## Selección nacional
En abril de 2022 fue convocado por la selección de fútbol sub-20 de Canadá y en junio entró en la convocatoria para disputar el campeonato Sub-20 de la Concacaf de 2022, en el que fue el capitán del equipo. En febrero de 2024 fue convocado por la selección de fútbol de Canadá para el Repechaje de Concacaf clasificatorio a la Copa América 2024.   

## Clubes
| Club                                             | País    | Año       |
| ------------------------------------------------ | ------- | --------- |
| Olympique Gymnaste Club de Niza II               | Francia | 2021-2022 |
| Union sportive Quevilly-Rouen Métropole (cedido) | Francia | 2022-2023 |
| Union Sportive Avranches (cedido)                | Francia | 2023-2024 |
| Real Club Deportivo Espanyol "B"                 | España  | 2024-2025 |
| Real Sporting de Gijón (cedido)                  | España  | 2025-     |